# Истмиън лига
Ийстмейн лига (на английски: Isthmian League) е регионална футболна лига, която обхваща районите на Лондон и югоизточна Англия. Състои се от 3 дивизии: Истмиън Висша дивизия, Първа северна дивизя и Първа южна дивизя.

## История
Лигата е създадена през 1905, и за разлика от регионалната Северна Футболна лига която е полупрофесионална, Истмиън лигата е аматьорска. Шампионите на дивизиите дори не са получавали никакъв трофей.
Лигата започва да придобива професионален статут чак през 70-те години, въпреки факта че победителите се отказва промоция за Алианс Премиер Лига (днес Национална конференция) през 1979. През 1985 се разрешава на шампионите на лигата да получават промоция за Футболната Конференция.
Името на лигата идва от древногръцките Истмиън игри, които били кръстени на Истмус от Коринт.

## Отбори 2008/09
- АФК Хорнчърч
- ФК Ашфорд Таун
- ФК Билрикей Таун
- ФК Боръм Ууд
- ФК Канви Айлънд
- ФК Каршалтън Атлетик
- ФК Дартфорд Таун
- ФК Довър Атлетик
- ФК Харлоу Таун
- ФК Хароу Бъроу
- ФК Хестингс Юнайтед
- ФК Хендън Таун
- ФК Хейбридж Суифтс
- ФК Хоршъм
- ФК Мейдстоун Юнайтед
- ФК Маргейт
- ФК Рамсгейт Юнайтед
- ФК Стейнс Таун
- ФК Сътън Юнайтед
- ФК Тънбридж Ейнджълс
- ФК Туутинг & Митчам
- ФК Уелдстоун